# Jean-Jacques Dozy

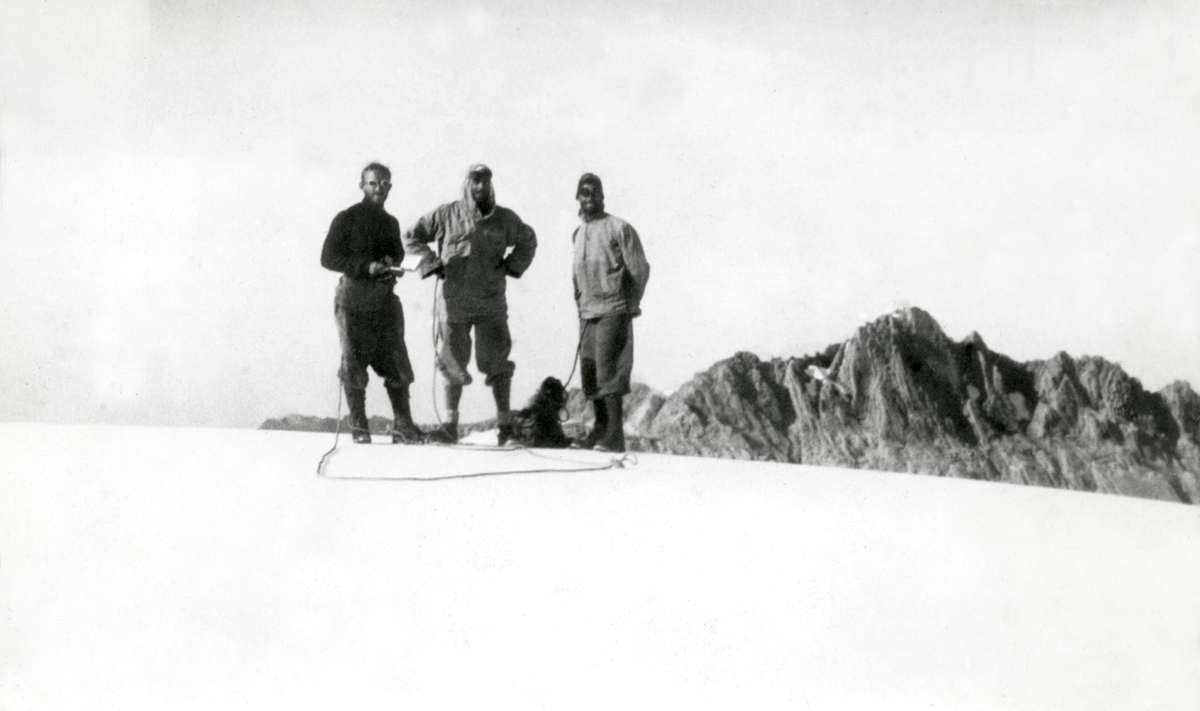
Anton Colijn, Frits Wissel und Jean Jacques Dozy
(Carstensz-Expedition, 1936)

Jean-Jacques Dozy (* 18. Juni 1908 in Rotterdam; † 1. November 2004 in Den Haag) war ein niederländischer Geologe.

## Leben
Dozy wurde als Sohn eines Polizisten in Rotterdam geboren. Er studierte Anfang der 1930er Jahre in Leiden und war einer der Gründer der Leidse Geologische Vereniging (Geologische Vereinigung Leiden), einer Gesellschaft für Geologie-Studenten. Während seines Studiums, bestieg er einen Berg in Bergamo und bezwang damit seinen ersten Gipfel und entwickelte sich dann zu einem aktiven Bergsteiger.
Nach dem Studium ging er als Geologe nach Niederländisch-Indien und arbeitete für die Royal Dutch Shell sowie für deren Tochtergesellschaft, die Bataafse Petroleum Maatschappij (B.P.M.), bis zu seiner Pensionierung 1966. Dies führte ihn in verschiedene Länder, wie z. B. nach Guatemala, Venezuela, Iran, einschließlich nach Indonesien und in seine niederländische Heimat.
Von 1980 an, bekleidete er eine ordentliche Professur für Geologie an der Technischen Universität Delft.

## Carstensz-Expedition
Ab Oktober 1936 nahm Dozy an der Carstensz-Expedition teil, gemeinsam mit den Bergsteigern Anton Colijn und dem Fliegeroffizier Ing. Frits Wissel, zur Besteigung und Erforschung des Puncak Jaya, auch als Carstensz-Pyramide bekannt. Gegen Ende 1936 entdeckte er die Felsformation und Berg Ertsberg (auf Deutsch: "Erzberg") in 3600 Meter Höhe auf Neuguinea sowie die Grasberg Kupfer-Mine mit entsprechenden Kupfererzvorkommen und geringen Spuren Gold. Er erforschte mit seiner kleinen Expedition die Gegend in diesem Gebiet.
1939 veröffentlichte er einige Schriften darüber, die wegen des Zweiten Weltkriegs keine Beachtung fanden. 20 Jahre später wurden seine Artikel wiederentdeckt, was zur Wiederentdeckung des Ertsbergs und der Entwicklung des Ertsberg- und Grasberg-Mine-Komplexes sowie zum Kupferbergbau dort führte. Nach Jean-Jacques Dozy wurde das am Ertsberg gefundene Mineral Dozyit benannt.